# هينكستون (كامبريدجشير)
هينکستون (كامبريدجشير) (بالإنجليزية: Hinxton)‏ هي قرية و أبرشية مدنية تقع في المملكة المتحدة في كامبريدجشير. يقدر عدد سكانها بـ 320 نسمة .